# ماما مو و کلاغ
ماما مو و کلاغ (سوئدی: Mamma Mu & Kråkan) یک فیلم است که در سال ۲۰۰۸ منتشر شد.